# Russell Williams (colonel)
Pour les articles homonymes, voir Russell Williams et Williams.
David Russell Williams, né 7 mars 1963 à Bromsgrove, est un tueur et violeur en série canadien. Au moment de son arrestation, Williams était colonel au sein de l’Aviation royale des Forces canadiennes. Il a été condamné à la prison à vie.

## Biographie

### Vie personnelle
Russell Williams est né à Bromsgrove, en Angleterre, de Cédric David Williams et Christine Nonie Williams, avant que la famille ne déménage à Chalk River en Ontario, où son père fut engagé comme métallurgiste pour le Laboratoire de Chalk River, un laboratoire de recherche nucléaire. 
Après avoir déménagé à Chalk River, les Williams rencontrent une autre famille, les Sovkas, avec qui ils se lient d'amitié. Puis, le père, David Williams, eut une histoire avec Lynette Sovka. Nonie Williams entame alors des procédures de divorces contre son époux, et 4 mois après le divorce, en 1970, se marie avec le Dr Jerry Sovka. À cette époque, le jeune Williams avait 6 ans. Durant cette époque, il prit le nom de famille de son beau-père, Sovka, et déménage à Scarborough, également en Ontario. En 1979, la famille reconstituée Sovka déménage en Corée du Sud, pour un projet nucléaire sur lequel travaillait le Dr Jerry Sovka, cependant Williams continue ses études au Canada, complétant ses deux dernières années d'école secondaire au Upper Canada College de Toronto.
En 1991, Williams se marie à Mary Elizabeth Harriman, une directrice associée de la Fondation des maladies du cœur. Le couple s'installe à Orléans, une banlieue d'Ottawa, en juillet 2006. À cette époque, Williams était posté au Quartier-Général de la Défense Nationale. 
En avril 2010, 2 mois après son arrestation, Williams, alors incarcéré au Centre de détention de Quinte, tente de s'enlever la vie en s'enfonçant un rouleau de papier toilette rempli de carton et de papier d'aluminium dans la gorge.

### Service militaire
Williams est un officier décoré de la Médaille de service en Asie du Sud-Ouest pour la guerre en Afghanistan et la Décoration des Forces Canadiennes, il était vu comme un modèle au cours de ses 23 années de carrière. 
Williams s'enrôle en 1987, après être sorti de l'Université de Toronto avec un diplôme en économie et science politique. Il reçoit ses ailes de pilote en 1990, et est muté à la 3e école d'entraînement de vol des Forces Canadiennes, basée à Portage la Prairie au Manitoba, où il sert pendant 2 ans comme instructeur.
Promu capitaine en 1992, Williams est muté au 434e Escadron de Support de Combat, à Shearwater, en Nouvelle-Écosse, où il pilote un CC-144 Challenger équipé en guerre électronique et surveillance côtière. Plus tard, il est transféré au 412e Escadron de Transport, où il transporte des dignitaires, toujours à bord de l'avion Challenger.
Williams est promu major en novembre 1999, et est muté à la Direction Générale des Carrières Militaires, à Ottawa, où il servira en tant que gestionnaire de carrière pour les pilotes.
Il obtient une Maîtrise en Études Militaires en 2005, avec une thèse de 55 pages qui défendait la guerre en Irak, après laquelle il reçoit le grade de Colonel et est nommé commandant du 437e Escadron de Transport Husky, une unité responsable pour la logistique longue-distance et le transport exécutif, qui opère avec le CC-150 Polaris (Airbus A310).
En 2005 et 2006, Williams commande également le Camp Mirage, une base secrète située aux Émirats arabes unis et où se déroulent les opérations de soutien à la mission canadienne en Afghanistan. 
Dès juillet 2006, il est muté à la Direction des Requièrements Aériens, où il servira comme directeur de projet pour le programme stratégique (CC-177 Globemaster) et tactique (CC-130J SuperHercules), ainsi que pour le projet de remplacement de l'aéronef de recherche et sauvetage CC-115 Buffalo.
Puis, il apprend le français à l'École des Langues des Forces Canadiennes, à Gatineau pendant 6 mois durant laquelle il fut promu Colonel. 
En juillet 2009, il prend les commandes du 8e Escadre Trenton et de la BFC Trenton. Situé dans le comté de Quinte, en Ontario, la base est surtout connue par les Canadiens comme point d'arrivée pour les dépouilles des militaires morts au combat en Afghanistan, et est le point de départ de l'Autoroute des Héros, une section de l'Autoroute 401 entre Trenton et les bureaux du coroner à Toronto, ainsi nommée en 2007 en leur mémoire.
Le colonel Williams est décrit comme étant un pilote "d'élite" et une "étoile montante" des forces armées. Il pilote entre autres pour la reine Élisabeth II et le Duc d'Édimbourg, le Premier ministre du Canada, le gouverneur général du Canada, et bien d'autres dignitaires.
En février 2010, après son arrestation, Williams est démis du commandement de la base pendant les procédures judiciaires. Jusqu'au 18 octobre 2010, Williams était toujours un officier des forces canadiennes et collectait toujours un salaire estimé entre 128 220 et 143 400 $ par année. Toutefois, le 19 octobre, après être reconnu coupable, des procédures d'expulsion ont été entamées, et Williams fait face à un déshonneur militaire et à une demande de remboursement de salaire perçu depuis février 2010.

### Enquête et arrestation
De juillet 2009 jusqu'à son arrestation en février 2010, il commande la base des Forces canadiennes Trenton, la plus importante base aérienne canadienne, qui sert notamment de plaque tournante pour toutes les opérations de transport aérien militaire au Canada. Williams est également un pilote décoré qui a, entre autres, piloté la reine Élisabeth II et le Prince Philip, le gouverneur général du Canada, le premier ministre du Canada, ainsi que plusieurs autres dignitaires au cours de sa carrière.
Le 8 février 2010, après son arrestation et sa mise en accusation, Williams est démis de ses fonctions de commandant de la base de Trenton. Williams est formellement accusé par le procureur de la Couronne en vertu des dispositions prévues au code criminel du Canada, accusations reposant sur des preuves recueillies par la Police provinciale de l'Ontario, assistée par la Gendarmerie royale du Canada et le Service national des enquêtes des Forces canadiennes :
- Deux chefs d'accusations de meurtre au premier degré
- Deux chefs d'accusations de séquestration
- Deux chefs d'accusations d'introduction par effraction et agression sexuelles

Par la suite, 82 chefs d'accusations additionnels d'introduction par effraction ont été ajoutées à la poursuite.
Le 21 octobre 2010, Williams est condamné à deux sentences de prison à vie pour meurtres au premier degré, deux sentences de dix ans de prison pour agressions sexuelles et 82 sentences d'un an de prison pour cambriolage. Toutes les sentences seront purgées en parallèle. Williams ne pourra pas demander de libération conditionnelle avant vingt-cinq ans, de plus, il ne sera pas éligible à une demande hâtive, en vertu de l'article §745.6 du Code criminel du Canada. Williams purgera sa peine au pénitencier fédéral de Port-Cartier.
Williams était détenu au Centre de détention de Quinte, à Napanee (Ontario), en attendant la conclusion des procédures intentées contre lui. Jusqu'au 18 octobre 2010, Williams était resté un officier commissionné des Forces Canadiennes, toutefois, après le verdict de culpabilité rendu le 19 octobre, le chef d'état-major de la défense, Walter Natynczyk a indiqué que les FC ont commencé le processus pour expulser Williams le plus rapidement possible. De plus, le Lieutenant-Général André Deschamps, chef d'état-major de l'Armée de l'Air, a déclaré que le colonel serait dépouillé de son rang et de ses médailles, cependant, il conservera sa pension.
Jessica Lloyd, 27 ans, disparait le 28 janvier 2010. Les enquêteurs identifient des traces de pneus laissées dans la neige près de la résidence de Lloyd. Exactement une semaine après sa disparition, la police provinciale de l'Ontario enquête auprès des automobilistes de l'autoroute près de sa maison, dans l'espoir d'identifier le véhicule utilisé. L'opération est un succès, car un officier reconnait les pneus de la Nissan Pathfinder du colonel Williams. 
Le 7 février 2010, Williams est arrêté dans l'ouest de Quinte après 10 jours de recherche. Après une interrogation de neuf heures durant laquelle il confesse tous ses crimes, tôt le lendemain matin il amène les enquêteurs à la dépouille de sa victime, à moins de 13 minutes de son lieu de résidence. Le colonel est aussi accusé du meurtre de la caporale Marie-France Comeau, qui avait été retrouvée morte chez elle fin novembre 2009.
En plus des accusations d'homicides, Williams est accusé d'effraction à domicile, de séquestration, et d'agressions sexuelles sur deux autres femmes près de Tweed, toujours en Ontario.
Williams est formellement accusé par la Couronne le 8 février 2010. Les forces canadiennes annoncèrent le même jour qu'un commandant par intérim le remplacerait (Dave Cochrane, désigné 11 jours plus tard), et sa biographie est retirée du site du Ministère de la Défense nationale le lendemain. 
Quelques heures à peine après l'annonce de l'arrestation de Williams, des services de police à travers le pays ont rouvert des dossiers d'homicides non résolus impliquant des jeunes femmes dans les endroits où Williams avait résidé, dans l'espoir de le relier à ces crimes. Ils auraient agi en fonction d'un témoignage complet de Williams.
Une semaine après son arrestation, la police indique avoir identifié une empreinte de sa botte dans l'un de ces homicides. En plus des 4 premiers incidents, l'enquête se porte aussi sur 48 vols de lingerie féminine, remontant à 2006.

### Procès et détention
Le 22 juillet 2010, Williams comparait par vidéo-conférence depuis le Centre de détention de Quinte devant la Cour de Justice de l'Ontario, à Belleville. Il est convenu que sa prochaine comparution serait le 26 août 2010. Williams décline aussi son droit à l'enquête préliminaire, et par conséquent sa prochaine comparution est fixée à la Cour Supérieure de Justice de l'Ontario pour le 7 octobre 2010. L'avocat de Williams indique que son client allait plaider coupable des 82 chefs d'accusation pesant contre lui.
Le 18 octobre 2010, Williams plaide coupable de tous les chefs. Le premier jour des procédures, il est révélé des détails sur des crimes sexuels qu'il a commis.
Le 21 octobre 2010, Williams est condamné à deux peines de prison à vie pour meurtres au premier degré, deux sentences de 10 ans de prison pour agressions sexuelles, et 82 sentences d'un an de prison pour cambriolage. Toutes les sentences seront purgées en parallèle et Williams ne pourra pas demander de libération conditionnelle avant 25 ans. Williams purgera sa peine au pénitencier fédéral de Kingston, en Ontario.
En novembre 2010, les Forces canadiennes brûlent l'uniforme de Williams, un geste symbolique qualifié de « sans précédent » par d'anciens militaires.
Autour du 21 février 2013, des sources journalistiques apprennent le transfert de Williams au pénitencier de Port-Cartier sur la côte Nord au Québec en raison de la fermeture définitive du pénitencier de Kingston où il séjournait jusque-là.